# Monte Galero
El Monte Galero (1714 m) es la segunda montaña más alta de la cadena de los Prealpes Ligures después del Monte Armetta.

## Geografía

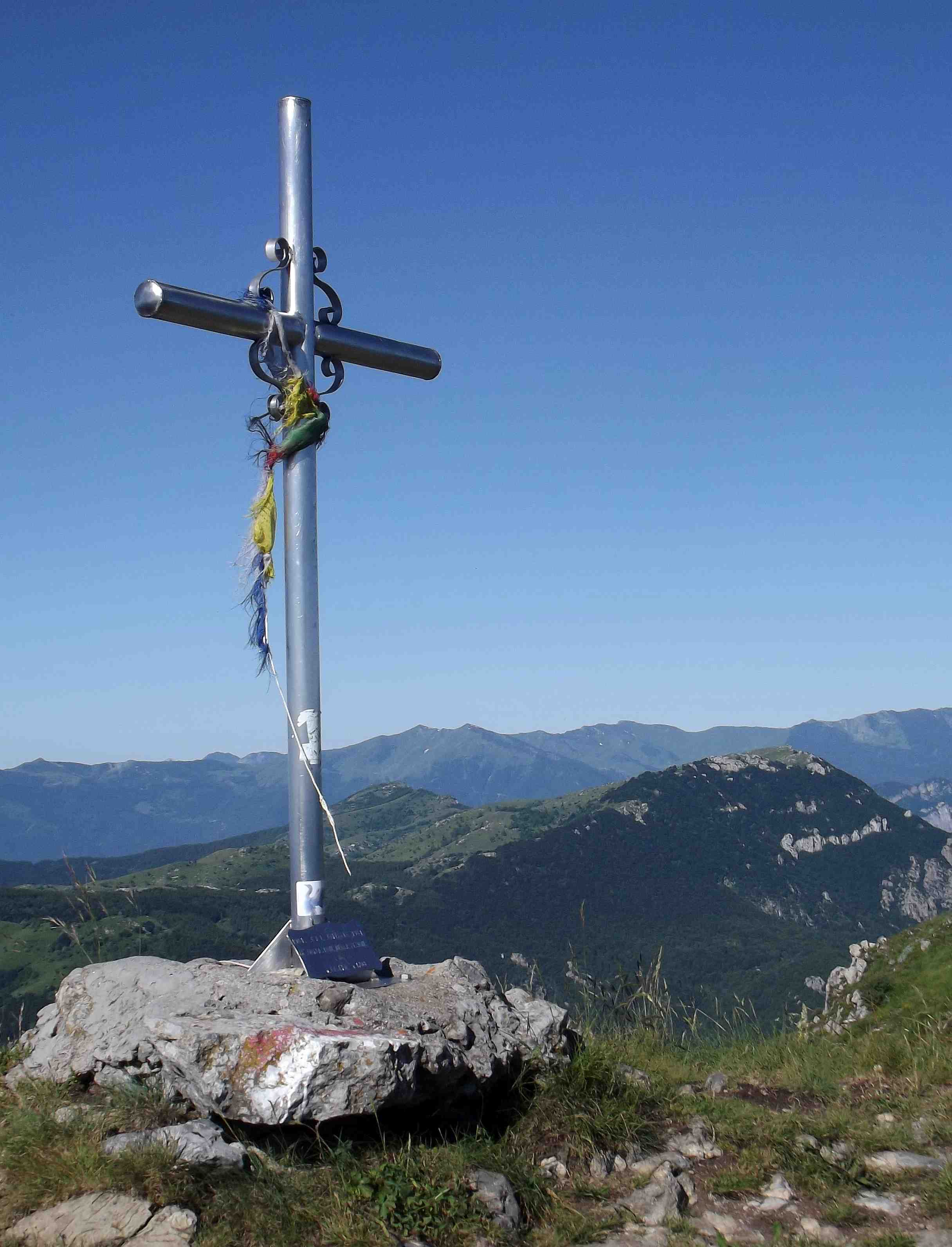
La cruz en la cima

La montaña se sitúa en la frontera Piamonte/Liguria, en Italia.
Según la clasificación SOIUSA, el monte Galero pertenece:
- Gran parte: Alpes occidentales
- Gran sector: Alpes del sudoeste
- Sección: Alpes Ligures
- Subsección: Prealpes Ligures
- Supergrupo: Catena Settepani-Carmo-Galero
- Grupo: Gruppo Galero-Galero
- Subgrupo: Costiera Galero-Galero
- Código: I/A-1.I-A.3.a

## Ascenso a la cima
Para escalar el monte Galero no es necesario un equipo especial, y puede seguirse la ruta de la Alta Via dei Monti Liguri.

## Protección de naturaleza
La montaña está protegida como Zona Especial de Conservación (Monte Galero, código IT1323920).